# حارة شرقي دار الرعاية (صنعاء)
حارة شرقي دار الرعاية هي إحدى حارات حي بير عبيد بمديرية السبعين إحد مديريات العاصمة اليمنية صنعاء، بلغ تعداد سكانها 4943 نسمة حسب تعداد اليمن لعام 2004.